# Szendrőlád
Szendrőlád község Borsod-Abaúj-Zemplén vármegyében, az Edelényi járásban.

## Fekvése
A Bódva völgyében, Edelénytől 6 kilométerre északra, Szendrőtől 8 kilométerre délre fekszik.
Közúton elérhető a 27-es főúton; határszélét egy rövid szakaszon érinti még a 2615-ös út is. A hazai vasútvonalak közül a Miskolc–Tornanádaska-vasútvonal érinti, melynek egy megállási pontja van itt. Szendrőlád megállóhely a község nyugati határszéle mellett helyezkedik el, a főút vasúti keresztezésétől nem messze északra; közúti elérését a 27-esből kiágazó 26 314-es számú mellékút teszi lehetővé.

## Története
A népvándorlás utolsó szakaszában a honfoglaló magyarsághoz csatlakozott három kabar törzs települt itt meg, olvadt össze az őslakossággal, és alakították ki azt a vármegyét, melynek központja az államalapítás kori, megerősített földvár volt, Borsod vára, amiről később a mai egyesített vármegye legnagyobb része nevét kapta.
Szendrőlád első írásos emlékei a 13. századból erednek.
A község elnevezése az idők folyamán sokat változott. Eredeti neve Lád volt, amelyet vagy Szent László nevéről, vagy a Laad nemzetségről nyert. Birtokos családja Ládinak nevezte magát, éppúgy, mint Sajólád birtokosai. A falu nevét a 14. században Lad és Laad alakban írták. A 17. század végén kezdték a falut a szomszédos Bessenyőről Bessenyő-Ládnak is nevezni. Majd kialakult a Ládbesenyő- Szendrő- Szendrőlád nevek elkülönítése, a mai használat szerint (1873-tól).
A 16. században a törökök elpusztították a községet, majd a területet megszállva tartották, egy része pedig a szendrői vár tartozéka volt. A 13-14. században a Bükktetőn volt egy vár, ahonnan állítólag vezetett egy alagút a töltés széléig a Bódvához. Mivel a Bódván csak itt lehetett átkelni, Szendrőnek ez volt az átkelőhelye. A település csak a török kiűzése után indult fejlődésnek. A Bódván malom üzemelt, s a 19. században téglagyára is volt.
A 17. században III. Ferdinánd király az egész Szendrőládi határt a Királykút tanyával együtt Berzeviczi György nevű nemesnek ajándékozta, aki megépítette a római katolikus templomot és a kastélyt. Később házasság útján jött a többi nemes is: Gombos, Vécsei, Ditrik és Kozma. Az 1848–49-es forradalom és szabadságharc után a földosztás nem ment könnyen Szendrőládon, mivel a nemes úr csak a legrosszabb minőségű földeket akarta adni a parasztoknak, de később kénytelen volt megegyezni és megtörtént a tagosítás. A hatodik sarjadék Berzeviczi Gyula volt, aki felépítette a Nagyhegyen a tornyos kastélyt és 80 hold szőlőt telepített.
Az első vonat 1896-ban indult meg a Bódva völgyén.
Ládbesenyő és Szendrő szomszédos települések hatására hamar teret nyert lakói között a reformáció, s a 20. század elejére a római katolikusok és a reformátusok kb. egyenlő arányban voltak megtalálhatóak a hívek között. Mindkét felekezetnek volt temploma és elemi iskolája a községben. A század első felében népkönyvtár és leventeegyesület is működött. A gazdálkodás területén a szántóföldi művelés mellett az erdők is fontos szerepet játszottak, emellett 2 mészkőbánya és 2 mészégető üzem is működött Szendrőládon.

## Közélete

### Polgármesterei
- 1990–1994: Szemán János (független)[4]
- 1994–1998: Szemán János (független)[5]
- 1998–2002: Rőczei Károly (független)[6]
- 2002–2006: Joó Istvánné (független)[7]
- 2006–2010: Joó István Sándorné (független)[8]
- 2010–2011: Vadászi Béla (független)[9]
- 2011–2014: Vadászi Béla (független)[10]
- 2014–2015: Lakatos Gábor (független)[11]
- 2015–2019: Horváth Szilveszter (független)[12]
- 2019–2024: Horváth Szilveszter (független)[13]
- 2024– : Horváth Szilveszter (független)[1]

A településen 2011. szeptember 18-án időközi polgármester-választást (és képviselő-testületi választást) tartottak, az előző képviselő-testület önfeloszlatása miatt. A választáson a hivatalban lévő polgármester is elindult, és bár szoros küzdelemben – két jelölt közül, 869 szavazatból mindössze 11 szavazatnyi különbséggel –, de meg is nyerte azt.
Ugyanilyen okból kellett időközi választást tartani Szendrőládon a következő önkormányzati ciklus hasonló időszakában, majdnem pontosan négy évvel később, 2015. július 19-én is. A hivatalban lévő polgármester, Lakatos Gábor nem jelöltette magát, elődje, Vadászi Béla viszont ismét rajthoz állt, ám ezúttal csak a második helyet tudta megszerezni.

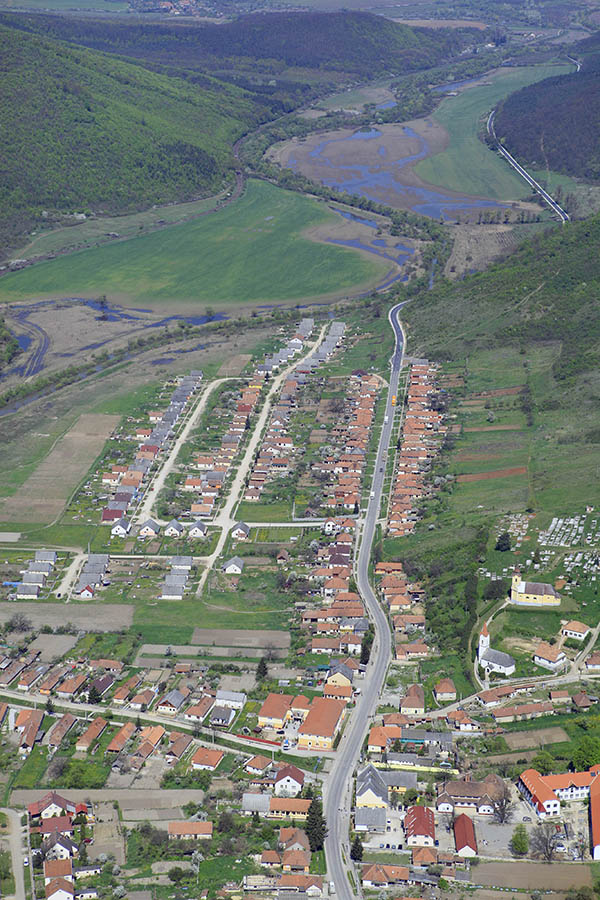
Szendrőlád légi felvételen

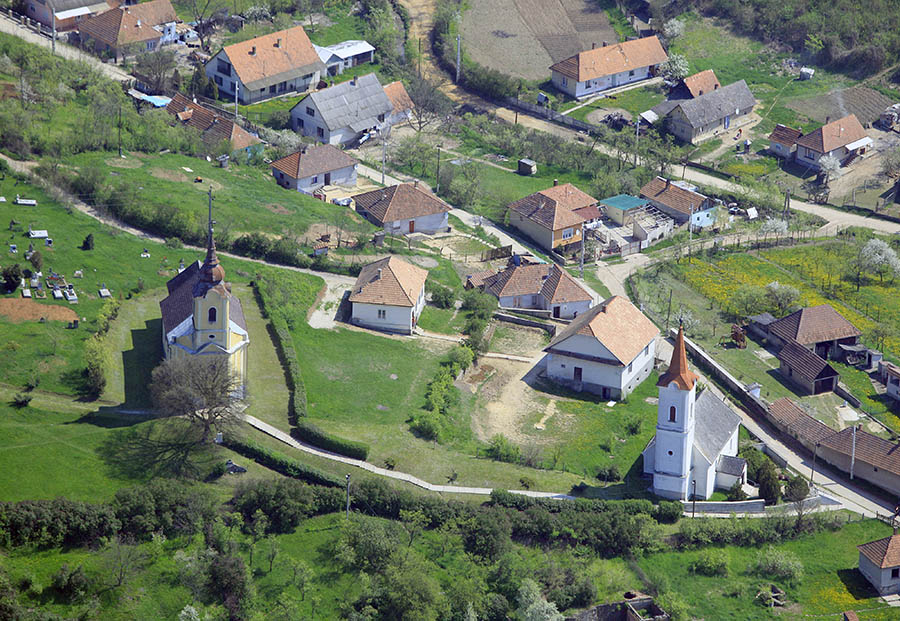
Szendrőládi templomok légi fotón

## Népesség
A település népességének változása:
| Lakosok száma | 2029 | 2056 | 2059 | 2175 | 2001 | 2209 | 2231 |
|               | 2013 | 2014 | 2015 | 2021 | 2022 | 2023 | 2024 |

2001-ben a település lakosságának 67%-a cigány, 33%-a magyar nemzetiségűnek vallotta magát.
A 2011-es népszámlálás során a lakosok 75,6%-a magyarnak, 0,5% bolgárnak, 39% cigánynak, 0,4% németnek, 0,6% románnak mondta magát (22,6% nem nyilatkozott; a kettős identitások miatt a végösszeg nagyobb lehet 100%-nál). A vallási megoszlás a következő volt: római katolikus 62%, református 10,4%, görögkatolikus 1,3%, felekezeten kívüli 2,4% (23,7% nem válaszolt).
2022-ben a lakosság 91,2%-a vallotta magát magyarnak, 61,2% cigánynak, 0,2% görögnek, 0,1-0,1% bolgárnak, szlováknak, szerbnek és lengyelnek, 0,2% egyéb, nem hazai nemzetiségűnek (8,8% nem nyilatkozott; a kettős identitások miatt a végösszeg nagyobb lehet 100%-nál). Vallásuk szerint 58,6% volt római katolikus, 3,3% református, 1,7% görög katolikus, 0,3% egyéb keresztény, 8,4% felekezeten kívüli (27,2% nem válaszolt).

## Nevezetességei
Határában vármaradványok találhatók.

## Lakott területek a település környékén
A XIX. század közepén az alábbi lakott területek voltak Szendrőlád község külső határában:[forrás?]
- Dobos tanya
- Tóharaszt
- András tanya
- Gabriellainum
- Kis tanya
- Erdészház a Borda hegy völgyében
- Mészégető telep 45 m-es, téglából épített gyárkéménnyel
- Pályamester szolgálati lakása a vasút mellett
- A Bódva völgyi gőzmozdonyok vízfeltöltő helye, szolgálati lakás
- Vasúti állomásfőnökség épületei szolgálati lakással.